# الانتحار الكمومي والفناء
في الميكانيكا الكمومية، يعتبر الانتحار الكمي تجربة فكرية، نشرها في الأصل مستقل هانز مورافيك في عام 1987   وبرونو مارشال في عام 1988   وطُوِّرَت بشكل مستقل بواسطة ماكس تيجمارك في عام 1998.  وهدفها التمييز بين تفسير كوبنهاغن لميكانيكا الكم وتفسير إيفرت للعوالم المتعددة عن طريق استخدام عدة نسخ عن تجربة فكر شرودنجر، من وجهة نظر القط. يشير الخلود الكمومي إلى التجربة الذاتية للنجاة من الانتحار الكمومي بغض النظر عن الاحتمالات. 